# Red Frame/White Light
Red Frame/White Light – drugi singiel angielskiego zespołu OMD, pochodzący z debiutanckiego albumu studyjnego OMD. Singiel został wydany 1 lutego 1980 za pośrednictwem wytwórni DinDisc. Słowa utworu opowiadają o budce telefonicznej w Meols, której członkowie zespołu używali do rozmów w sprawie organizacji koncertów. Okładkę zaprojektowali: Ben Kelly i Peter Saville.

## Lista utworów
1. "Red Frame/White Light" – 3:15
2. "I Betray My Friends" – 3:50

## Budka telefoniczna

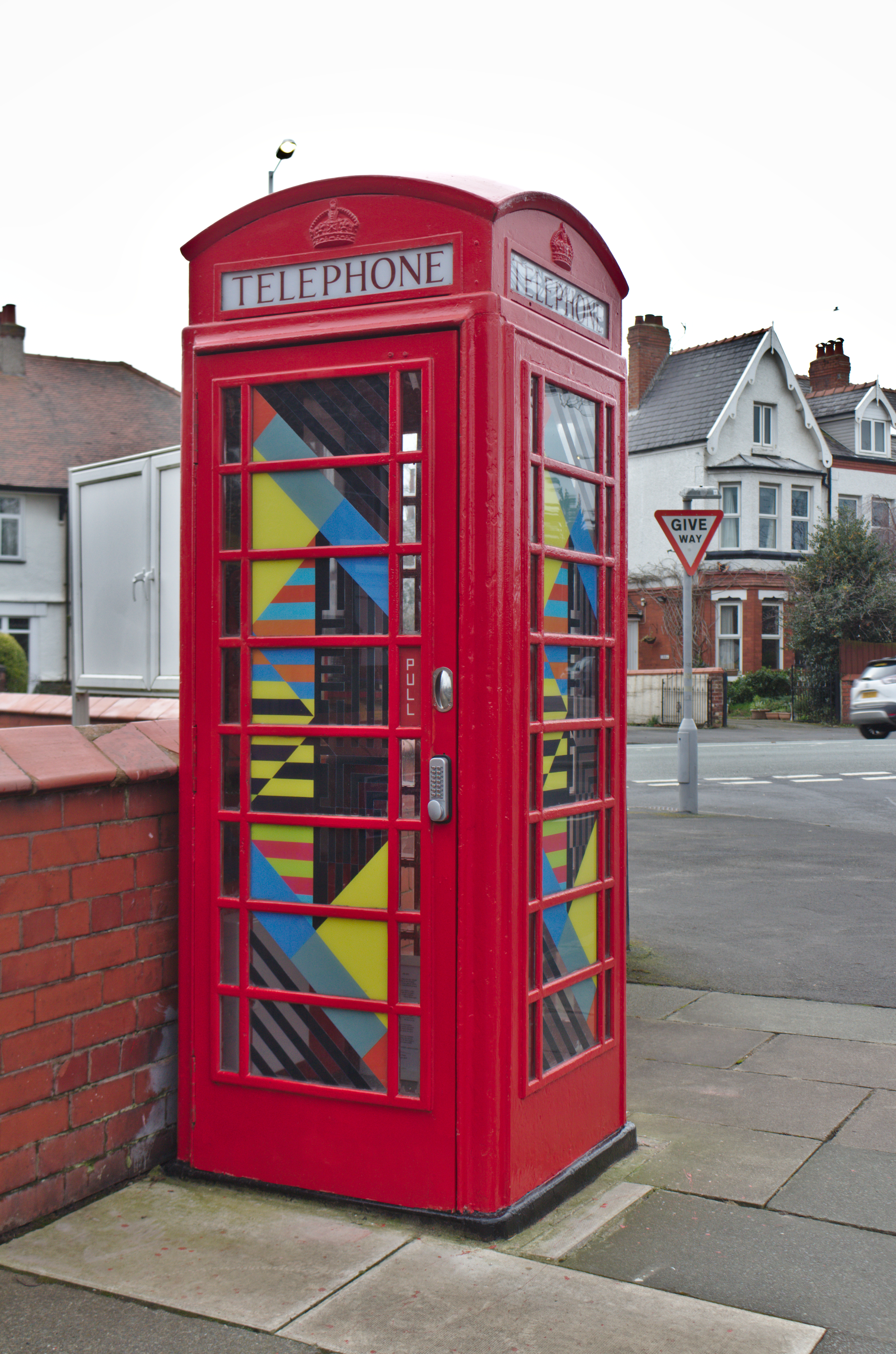
Budka tuż po przemalowaniu w 2020

Obiekt, który zainspirował utwór "Red Frame/White Light" znajduje się w miejscowości Meols na skrzyżowaniu Birkenhead Road i Greenwood Road. Członkowie zespołu spotykali się w pobliskim pubie "The Railway Inn", a budki telefonicznej używali do organizowania koncertów i transportu.
Słowa utworu wymieniają numer 6323003, który jednak nie należy do żadnego z członków zespołu, tylko do prywatnego właściciela. Budka stała się miejscem pielgrzymek fanów zespołu. Jeden z nich, Stephen Cork, zapoczątkował w 2004 kampanię na rzecz odnowienia budki, co udało się osiągnąć rok później.

## Pozycje na listach
| Lista (1980)                         | Najwyższe miejsce |
| ------------------------------------ | ----------------- |
| UK Singles Chart                     | 67                |
| USA – Billboard Hot Dance Club Songs | 67                |